# آنتونی گارنیه (معمار)
 آنتونی گارنیه (انگلیسی: Tony Garnier؛ ۱۳ اوت ۱۸۶۹ – ۱۹ ژانویهٔ ۱۹۴۸) یک معمار اهل فرانسه بود.
وی همچنین برنده جوایزی همچون جایزه بزرگ رم در سال ۱۸۹۹ برای طراحی بانک ملی شده است.